# Скеля (пам'ятка природи)
Скеля — геологічна пам'ятка природи місцевого значення. Об'єкт розташований на території Маньківського району Черкаської області, село Юрпіль, річка Гнилий Тікич.
Площа — 4,5 га, статус отриманий у 2000 році.
Охороняється скелястий берег із сірого граніту заввишки 20 метрів, оригінальний ландшафт.